# Korjažma
Korjažma (in russo Коряжма?) è una città dell'Oblast' di Arcangelo, nella Russia europea che sorge sulla sponda sinistra del fiume Vyčegda, 30 km a est da Kotlas.
La città è stata fondata nel 1535. 
| 1959   | 1970   | 1975   | 1985   | 1995   | 2002   | 2017   |
| ------ | ------ | ------ | ------ | ------ | ------ | ------ |
| 10 900 | 33 200 | 42 000 | 42 600 | 43 800 | 42 811 | 37 092 |